# CFZZ-FM
CFZZ-FM, mieux connu sous le nom de O 104,1, est une station de radio québécoise située dans la ville de Saint-Jean-sur-Richelieu diffusant à la fréquence 104,1 MHz sur la bande FM avec une puissance de 1 350 watts. Elle appartient à Arsenal Media et fait partie du réseau O.

## Historique

### Bande AM
CHRS 1090 est entré en ondes le 24 novembre 1956 par Radio-Iberville Ltee. avec une puissance de 1 050 watts watts, ne diffusait que durant le jour et ne faisait partie d'aucun réseau. En 1965, la puissance fut augmentée à 10 000 watts de jour seulement. La station a déménagé ses studios à la fin des années 1960 dans la Ville de Jacques-Cartier (qui a fusionné avec Longueuil en 1969). La station a changé de main plusieurs fois : Radio Rive-Sud (CHRS) Ltee. en 1974, Radio-Diffusion Michel Mathieu Inc. en janvier 1984, puis la station est retournée à Saint-Jean-sur-Richelieu en 1985. Le 26 août 1986, CHRS a été autorisé à changer de fréquence AM pour le 1 040 kHz avec une puissance de 10 000 watts le jour et 1 000 watts la nuit, ce qui leur permet de diffuser 24 heures par jour. En 1990, Diffusion Power achète CHRS, qui éprouvait des difficultés financières. Les lettres d'appel ont changé pour CFZZ. Le Z-104 inaugure ses nouveaux locaux à la Place Héritage le 24 mai 1991.

### Bande FM
Le 4 septembre 1992, CFZZ a obtenu l'autorisation de passer à la bande FM à la fréquence 104,1 MHz avec une puissance de 570 watts, et est donc devenu Z-104 Le rocker sympathique. La puissance a augmenté à 1 350 watts en 1995. En 2000, Corus Québec fait l'acquisition de Diffusion Power. Le 21 janvier 2005, le CRTC approuve la demande de Corus d'échanger ses stations, incluant CFZZ, avec les stations CFOM-FM Lévis et celles du réseau Radiomédia d'Astral Media pour la somme de 11 millions de dollars. CFZZ a rejoint le réseau Boom FM le 17 juin.

### Bell Canada
Le 16 mars 2012, Bell Canada (BCE) annonce son intention de faire l'acquisition d'Astral Média, incluant le réseau Boom FM, pour 3,38 milliards de dollars. La transaction a été refusée par le CRTC. Bell Canada a alors déposé une nouvelle demande le 4 mars 2013, qui a été approuvée le 27 juin 2013.
Le 10 janvier 2013, Boom FM congédie quatre animateurs de CFZZ et CFEI, et diffuse sa programmation entièrement en réseau à partir de St-Jean ou St-Hyacinthe.
Le 26 juin 2017, Bell Média Inc. annonce la nomination de monsieur Éric Latour comme de directeur général  pour CFZZ et CFEI. Originaire de Saint-Jean-sur-Richelieu, il a fait ses débuts à cette station en 1988 alors qu'elle s'appelait CHRS. Il effectue un retour chez Bell Média alors qu'il a été le directeur de l'information des 25 stations de radio du Québec de 2005 à 2015. Il a également installé le système Burli à travers toutes les stations ex-Astral Média à travers le Canada. Éric Latour est grandement impliqué dans la communauté de Saint-Jean-sur-Richelieu.
Le 21 mai 2018, lancement du nouveau Boom dans un format AC (adulte contemporain).

### Arsenal Media
Le 8 février 2024, Bell Média annonce la vente de la station à Arsenal Media. Arsenal a l'intention de désaffilier CFZZ, qui rejoindra son réseau O. La transaction est approuvée le 11 mars 2025 et la station s'affilie au réseau O le 22 avril 2025.

## Slogans
- Le meilleur de la musique!

## Animateurs

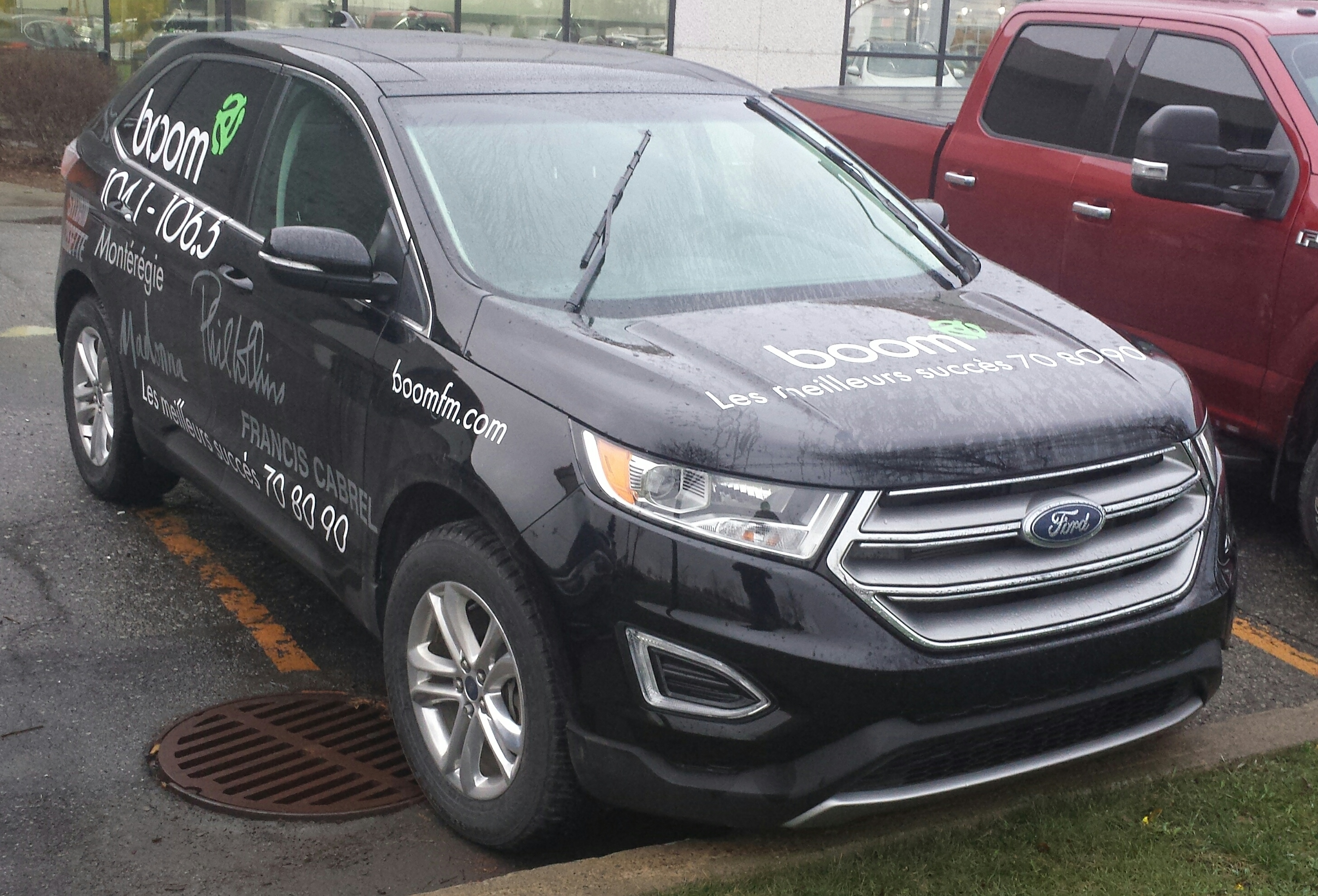
Un Ford Edge de 2015-2018 avec un logo de Boom FM

- Caroline Marion
- Marie-Pier Yelle

## Journalistes
- Ghislain Plourde

## Production
- Isabelle Fortier, directrice général des stations O en Montérégie sous Arsenal (2025 à aujourd'hui)
- Éric Latour, directeur général de BoomFM sous Bell Média (2017-2025)

## Ventes
- Steve Labossière